# Canton du Sud-Bergeracois
Le canton du Sud-Bergeracois est une circonscription électorale française, située dans le département de la Dordogne, en région Nouvelle-Aquitaine.

## Histoire
Le canton du Sud-Bergeracois est une création issue de la réforme de 2014 définie par le décret du 21 février 2014. Il entre en vigueur à l'occasion des élections départementales de mars 2015.

## Géographie
Ce canton est organisé autour d'Eymet dans l'arrondissement de Bergerac. Son altitude varie de 26 m (Razac-de-Saussignac) à 206 m (Boisse).

## Représentation
| Période élective | Période élective | Mandat | Mandat   | Identité          | Nuance | Nuance | Qualité                                                                             |
| ---------------- | ---------------- | ------ | -------- | ----------------- | ------ | ------ | ----------------------------------------------------------------------------------- |
| 2015             | 2021             | 2015   | 2021     | Sylvie Chevallier |        | PS     | Viticultrice à Pomport                                                              |
| 2015             | 2021             | 2015   | 2021     | Henri Delage      |        | PS     | Conseiller municipal d'Eymet                                                        |
| 2021             | 2028             | 2021   | en cours | Jérôme Bétaille   |        | PS     | Cadre, maire d'Eymet (depuis 2008)                                                  |
| 2021             | 2028             | 2021   | en cours | Sylvie Chevallier |        | PS     | Viticultrice, 4e vice-présidente chargée du tourisme et de la promotion du Périgord |

### Résultats détaillés

#### Élections de mars 2015
À l'issue du premier tour des élections départementales de 2015, trois binômes sont en ballottage : Sylvie Chevallier et Henri Delage (PS, 33,56 %), Christelle Brejon et Jean-Pierre Delbos (FN, 28,82 %) et Maurice Bardet et Oriane Latourte (UMP, 23,05 %). Le taux de participation est de 58,75 % (6 576 votants sur 11 193 inscrits) contre 60,04 % au niveau départemental et 50,17 % au niveau national.
Au second tour, Sylvie Chevallier et Henri Delage (PS) sont élus avec 44,77 % des suffrages exprimés et un taux de participation de 61,08 % (2 921 voix pour 6 836 votants et 11 192 inscrits).

#### Élections de juin 2021
Le premier tour des élections départementales de 2021 est marqué par un très faible taux de participation (33,26 % au niveau national). Dans le canton du Sud-Bergeracois, ce taux de participation est de 44,25 % (5 018 votants sur 11 339 inscrits) contre 40,86 % au niveau départemental. À l'issue de ce premier tour, deux binômes sont en ballottage : Jérôme Bétaille et Sylvie Chevallier (PS, 38,9 %) et Annie Aublanc et Hervé Delage (DVC, 29,31 %).
Le second tour des élections est marqué une nouvelle fois par une abstention massive équivalente au premier tour. Les taux de participation sont de 34,3 % au niveau national, 41,41 % dans le département et 44,59 % dans le canton du Sud-Bergeracois. Jérôme Betaille et Sylvie Chevallier (PS) sont élus avec 53,45 % des suffrages exprimés (2 456 voix pour 5 056 votants et 11 339 inscrits),,.

## Composition
Le canton du Sud-Bergeracois se compose de quarante-deux communes. Par rapport aux anciens cantons, il associe uniquement des communes de l'arrondissement de Bergerac (les dix-huit communes du canton d'Issigeac, treize communes du canton de Sigoulès et les onze communes du canton d'Eymet). Le bureau centralisateur est celui d'Eymet.
Au 1er janvier 2019, la création des communes nouvelles de Saint-Julien-Innocence-Eulalie et Sigoulès-et-Flaugeac, qui regroupent respectivement trois et deux communes anciennes, fait descendre le nombre de communes du canton à trente-neuf.
| Nom                            | Code Insee | Intercommunalité           | Superficie (km2) | Population (dernière pop. légale) | Densité (hab./km2) | Modifier                                    |
| ------------------------------ | ---------- | -------------------------- | ---------------- | --------------------------------- | ------------------ | ------------------------------------------- |
| Eymet (bureau centralisateur)  | 24167      | CC des Portes Sud Périgord | 31,25            | 2 553 (2022)                      | 82                 | modifier les données · modifier les données |
| Bardou                         | 24024      | CC des Portes Sud Périgord | 4,76             | 43 (2022)                         | 9,0                | modifier les données · modifier les données |
| Boisse                         | 24045      | CC des Portes Sud Périgord | 16,58            | 249 (2022)                        | 15                 | modifier les données · modifier les données |
| Bouniagues                     | 24054      | CA bergeracoise            | 8,62             | 589 (2022)                        | 68                 | modifier les données · modifier les données |
| Colombier                      | 24126      | CA bergeracoise            | 7,03             | 279 (2022)                        | 40                 | modifier les données · modifier les données |
| Conne-de-Labarde               | 24132      | CC des Portes Sud Périgord | 10,05            | 255 (2022)                        | 25                 | modifier les données · modifier les données |
| Cunèges                        | 24148      | CA bergeracoise            | 5,98             | 315 (2022)                        | 53                 | modifier les données · modifier les données |
| Faurilles                      | 24176      | CC des Portes Sud Périgord | 4,30             | 36 (2022)                         | 8,4                | modifier les données · modifier les données |
| Faux-en-Périgord               | 24177      | CC des Portes Sud Périgord | 16,07            | 669 (2022)                        | 42                 | modifier les données · modifier les données |
| Fonroque                       | 24186      | CC des Portes Sud Périgord | 9,00             | 333 (2022)                        | 37                 | modifier les données · modifier les données |
| Gageac-et-Rouillac             | 24193      | CA bergeracoise            | 13,99            | 441 (2022)                        | 32                 | modifier les données · modifier les données |
| Issigeac                       | 24212      | CC des Portes Sud Périgord | 9,16             | 748 (2022)                        | 82                 | modifier les données · modifier les données |
| Mescoules                      | 24267      | CA bergeracoise            | 4,85             | 178 (2022)                        | 37                 | modifier les données · modifier les données |
| Monbazillac                    | 24274      | CA bergeracoise            | 19,58            | 819 (2022)                        | 42                 | modifier les données · modifier les données |
| Monestier                      | 24276      | CA bergeracoise            | 17,75            | 396 (2022)                        | 22                 | modifier les données · modifier les données |
| Monmadalès                     | 24278      | CC des Portes Sud Périgord | 5,04             | 80 (2022)                         | 16                 | modifier les données · modifier les données |
| Monmarvès                      | 24279      | CC des Portes Sud Périgord | 5,62             | 61 (2022)                         | 11                 | modifier les données · modifier les données |
| Monsaguel                      | 24282      | CC des Portes Sud Périgord | 11,57            | 135 (2022)                        | 12                 | modifier les données · modifier les données |
| Montaut                        | 24287      | CC des Portes Sud Périgord | 16,16            | 127 (2022)                        | 7,9                | modifier les données · modifier les données |
| Plaisance                      | 24168      | CC des Portes Sud Périgord | 24,75            | 410 (2022)                        | 17                 | modifier les données · modifier les données |
| Pomport                        | 24331      | CA bergeracoise            | 19,55            | 738 (2022)                        | 38                 | modifier les données · modifier les données |
| Razac-d'Eymet                  | 24348      | CC des Portes Sud Périgord | 12,28            | 321 (2022)                        | 26                 | modifier les données · modifier les données |
| Razac-de-Saussignac            | 24349      | CA bergeracoise            | 11,58            | 339 (2022)                        | 29                 | modifier les données · modifier les données |
| Ribagnac                       | 24351      | CA bergeracoise            | 11,81            | 334 (2022)                        | 28                 | modifier les données · modifier les données |
| Rouffignac-de-Sigoulès         | 24357      | CA bergeracoise            | 6,52             | 321 (2022)                        | 49                 | modifier les données · modifier les données |
| Sadillac                       | 24359      | CC des Portes Sud Périgord | 5,63             | 102 (2022)                        | 18                 | modifier les données · modifier les données |
| Saint-Aubin-de-Cadelech        | 24373      | CC des Portes Sud Périgord | 13,66            | 347 (2022)                        | 25                 | modifier les données · modifier les données |
| Saint-Aubin-de-Lanquais        | 24374      | CC des Portes Sud Périgord | 9,27             | 357 (2022)                        | 39                 | modifier les données · modifier les données |
| Saint-Capraise-d'Eymet         | 24383      | CC des Portes Sud Périgord | 11,18            | 172 (2022)                        | 15                 | modifier les données · modifier les données |
| Saint-Cernin-de-Labarde        | 24385      | CC des Portes Sud Périgord | 11,39            | 226 (2022)                        | 20                 | modifier les données · modifier les données |
| Saint-Julien-Innocence-Eulalie | 24423      | CC des Portes Sud Périgord | 19,73            | 311 (2022)                        | 16                 | modifier les données · modifier les données |
| Saint-Léon-d'Issigeac          | 24441      | CC des Portes Sud Périgord | 5,68             | 146 (2022)                        | 26                 | modifier les données · modifier les données |
| Saint-Perdoux                  | 24483      | CC des Portes Sud Périgord | 7,43             | 142 (2022)                        | 19                 | modifier les données · modifier les données |
| Sainte-Radegonde               | 24492      | CC des Portes Sud Périgord | 4,81             | 76 (2022)                         | 16                 | modifier les données · modifier les données |
| Saussignac                     | 24523      | CA bergeracoise            | 8,97             | 412 (2022)                        | 46                 | modifier les données · modifier les données |
| Serres-et-Montguyard           | 24532      | CC des Portes Sud Périgord | 6,85             | 237 (2022)                        | 35                 | modifier les données · modifier les données |
| Sigoulès-et-Flaugeac           | 24534      | CA bergeracoise            | 18,21            | 1 251 (2022)                      | 69                 | modifier les données · modifier les données |
| Singleyrac                     | 24536      | CC des Portes Sud Périgord | 7,09             | 314 (2022)                        | 44                 | modifier les données · modifier les données |
| Thénac                         | 24549      | CA bergeracoise            | 20,34            | 443 (2022)                        | 22                 | modifier les données · modifier les données |
| Canton du Sud-Bergeracois      | 2419       |                            | 454,09           | 15 305 (2022)                     | 34                 | modifier les données                        |

## Démographie
En 2022, le canton comptait 15 305 habitants, en évolution de +0,68 % par rapport à 2016 (Dordogne : +0,37 %, France hors Mayotte : +2,11 %).
| 2013   | 2018   | 2022   |
| ------ | ------ | ------ |
| 15 147 | 15 228 | 15 305 |